# 圣日耳曼 (上索恩省)
圣日耳曼（法語：Saint-Germain，法語發音：[sɛ̃ ʒɛʁmɛ̃]）是法国上索恩省的一个市镇，属于吕尔区。

## 地理
圣日耳曼（47°43'19"N, 6°31'50"E）面积14.12 平方千米，位于法国勃艮第-弗朗什-孔泰大區上索恩省，该省份为法国东部内陆省份，北起顺时针与孚日省、贝尔福地区省、杜省、汝拉省、科多尔省和上马恩省接壤。
与圣日耳曼接壤的市镇（或旧市镇、城区）包括：朗特诺、弗朗什韦勒、弗鲁瓦德泰尔、吕尔、梅利塞、拉讷韦勒莱吕尔。

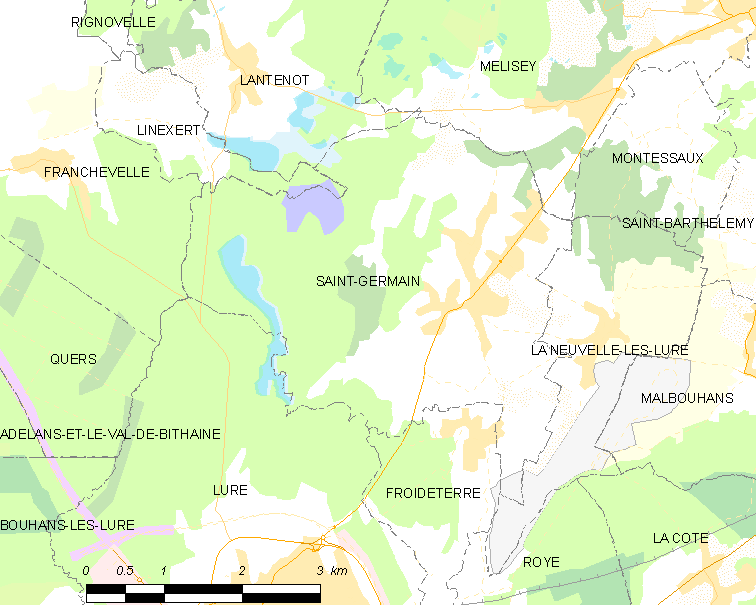
的OSM定位图

圣日耳曼的时区为UTC+01:00、UTC+02:00（夏令时）。

## 行政
圣日耳曼的邮政编码为70200，INSEE市镇编码为70464。

## 政治
圣日耳曼所属的省级选区为吕尔第一县。

## 人口

1962-2008年间人口变化图示

圣日耳曼于2022年1月1日时的人口数量为1369人。